# Ван Эк, Вим
Вилхелмюс Мартинюс (Вим) ван Эк (нидерл. Wilhelmus Martinus "Wim" van Eek; 13 марта 1893, Батавия — май 1967) — нидерландский футболист, игравший на позиции вратаря. Наиболее известен как игрок клуба ГВК из Вагенингена, выступал также в составе «Харлема».
Был членом сборной Нидерландов на Олимпийских играх 1912 года, но на турнире не сыграл и не получил бронзовую медаль.

## Спортивная карьера
В сентябре 1909 года Вим ван Эк вступил в футбольный клуб ГВК из города Вагенинген. На тот момент он проживал на севере от города в посёлке Беннеком. В возрасте шестнадцати лет стал вратарём второй команды ГВК, а спустя сезон играл уже за основной состав. В дебютном сезоне занял с клубом первое место в восточном дивизионе чемпионата Нидерландов и был участником двух чемпионских матчей со «Спартой», которые завершились победой роттердамской команды. В сезоне 1911/12 его команда вновь была сильнейшей на востоке страны и вышла в финал чемпионата, в котором во второй раз уступила чемпионский титул «Спарте». В апреле 1912 года, ещё до окончания сезона, ван Эк в составе клуба «Харлем» отправился в Швейцарию, где принял участие в товарищеском матче с «Серветтом».
В мае 1912 года сыграл за сборную востока Нидерландов против сборной Западной Германии, а в июне защищал ворота олимпийской сборной в матче против восточной сборной Нидерландов. На Олимпийские игры в Стокгольме отправился в качестве дублёра Юста Гёбела и не сыграл на турнире.
В августе 1912 года окончательно перешёл в «Харлем». Первую игру в чемпионате провёл 29 сентября в первом туре против ХБС, встреча завершилась гостевым поражением его команды со счётом 4:2. «Харлем» по итогам сезона занял третье место в западном дивизионе и не смог выйти в финальную часть чемпионата. В составе «Харлема» выступал на протяжении двух с половиной лет, а в конце февраля 1915 года покинул команду и отправился в Голландскую Ост-Индию.

## Личная жизнь
Вим родился в марте 1893 года в городе Батавия на территории Голландской Ост-Индии. Отец — Йоханнес Вилхелмюс ван Эк, был родом из Харлема, мать — Мария Теодора Адолфина ван ден Берг, родилась в Палембанге. Родители поженились в мае 1892 года в Харлеме — на момент женитьбы отец был фармацевтом второго класса в ост-индской армии, а позже стал директором опиумной фабрики в Батавии. В их семье воспитывалось ещё четверо детей: дочери Хенриэтта Аугюста и Анна Маргарета, сыновья Корнелис и Теодор.
Женился в возрасте двадцати трёх лет — его супругой стала 20-летняя Жанетта Матилда Элизабет Бюрхарц, уроженка Луманджанга. Их брак был зарегистрирован 21 ноября 1916 года в Батавии. В июне 1920 года в Бандунге в их семье родился сын Йохан Виллем, а в 1923 году родилась дочь по имени Жанна.
В 1939 году стал директором табачной компании Koloniale Tabak Import Maatschappij.
Его сестра Хенриэтта Аугюста вышла замуж за футболиста Юра Хака — во время Второй мировой войны они были членами Движения сопротивления и оба умерли в концлагерях. Его племянник Боб Хак стал искусствоведом и был одним из инициаторов создания исследовательского проекта Рембрандта.
Умер в мае 1967 года в возрасте 74 лет. Его супруга умерла 25 сентября 1971 года в Рейсвейке в возрасте 75 лет.